# Pompónia
A Pompónia valószínűleg  etruszk eredetű női név, az ismeretlen jelentésű Pomponius nemzetségnévből származik.

## Gyakorisága
Az 1990-es években szórványos név, a 2000-es években nem szerepel a 100 leggyakoribb női név között.

## Névnapok
- szeptember 19.[2]
- október 30.[2]

## Híres Pompóniák
- Pálya Pompónia (magyar színésznő)